# Bujanska konferencija
Bujanska konferencija je održana januara 1944. u Bujanu, severna Albanija. Na njoj je Narodnooslobodilački odbor Kosova doneo odluku o priključenju Kosova Albaniji.
Ova odluka, međutim, nakon rata nije sprovedena, jer je Tito odvajanje Kosova ocenio kao akt velikoalbanske reakcije, odnosno pokušaj stvaranja Velike Albanije.

## Pozadina
Izaslanik glavnog štaba NOVJ Svetozar Vukmanović Tempo ocenjuje da je međusobna mržnja Albanaca i Srba najviše kočila je razvitak NOB-a. Tempo tvrdi da albanske mase traže pripojenje Albaniji i da postoji realna opasnost da ih mobiliše šovinistička grupacija "Bali Kombetar". CK KP Albanije i Miladin Popović, delegat KPJ u Albaniji, predlažu da se albanske mase stave pod komandu jednog albanskog štaba na Kosmetu, koji bi bio pod komandom Glavnog štaba Albanije a srpske mase pod komandu jugoslovenskog štaba. Miladin Popović takođe smatra da je Metohiju potrebno organizaciono uklopiti u sastav KP Albanije. U svome obraćanju CK KPJ, Tempo priznaje da bi te mere olakšale prikupljanje albanskih masa u NOB, "ali s druge strane mi bismo izgubili mnogo kod srpskog naroda", pa zato traži savet CK.
Tito upozorava Tempa u pismu od 9. novembra 1943. da pitanje samoopredeljenja naroda treba postaviti tek posle pobede nad Nemačkom i kvislinzima. "Federacija balkanskih naroda postavlja se sada za nas kao agitaciona parola. Nepravilno je sada postavljati i u Metohiji priključenje Albaniji, jer to znači jašiti na repu albanske reakcije i slabiti front svih snaga Metohije u borbi protiv Hitlera kao glavnog neprijatelja na Balkanu. Držite se atlantske povelje i sporazuma u Moskvi".
Na Pokrajinskom savetovanju KPJ za Kosovo i Metohiju novembra 1943. je promenjeno ime partijske organizacije KPJ za Kosovo i Metohiju - umesto srpskog "Metohija" stavljen je albanski naziv "Dukađin". Razlog za promenu imena je bio što ondašnje stanovništvo tako zove ovu oblast. Međutim, geografsko ime Dukađin je znatno šire od Metohije, pošto obuhvata i dobar deo severne Albanije. Istom prilikom je odlučeno da se preduzme sazivanje šire konferencije radi stvaranja zajedničkog narodnooslobodilačkog odbora za čitavo Kosovo i Dukađin.

## Održavanje konferencije
Konferencija je održana od 31. decembra 1943. do 2. 1. 1944. u selu Bujanu, koje geograski pripada oblasti Dukađin, a administrativno državnoj teritoriji Albanije. Konferenciji je prisustvovalo 49 delegata iz svih srezova Kosmeta, osim iz gnjilanskog. Konferenciji su prisustvovali i delegati iz kraja u kojem je održana konferencija. Po etničkom sastavu, od ukupno 51 delegata bilo je 7 Srba i Crnogoraca, dok su ostali bili uglavnom Albanci.

## Odluke konferencije
U uvodnom delu rezolucije ukazuje se na neodrživost sadašnjeg stanja:
| „ | Prvi imperijalistički rat završio se Versajskim ugovorom, koji je pored drugih nepravdi stvorio i Jugoslaviju da bi zadovoljio velikosrpsku hegemonističku kliku na čelu sa kraljem Aleksandrom. Tako stvorena Jugoslavija, bez pitanja i protiv volje naroda, bila je tipična zemlja nacionalnog, političkog i ekonomskog ugnjetavanja u Evropi. | ” |

Rezolucija zatim govori o položaju albanske narodnosti:
| „ | Albanski narod na Kosovu i Metohiji, ne samo da je bio politički, nacionalno i ekonomski ugnjeten, nego i podvrgnut fizičkom istrebljenju. Odricana su mu sva nacionalna prava (nemanje škola na maternjem jeziku, sprečavanje kulturnog, političkog i ekonomskog razvitka). Njegovi takozvani predstavnici bili su verni agenti velikosrpske hegemonističke klike za pljačku i ugnjetavanje. Vrhunac ekonomskog iskorišćavanja bila je agrarna reforma, koja je imala za cilj: zaoštravanje mržnje između Albanaca, Srba i Crnogoraca, da osiromaši Šiptare do tog stepena da budu prinuđeni da se iseljavaju, da stvori jedno reakcionarno uporište na Kosovu i Metohiji, a da se oslabe revolucionarne snage narodnih masa Crne Gore, dajući im zemlju na Kosovu i Metohiji. | ” |

U završnom paragrafu se, nakon osude fašističke varijante ujedinjenja, naglašava pravi put ujedinjenja Kosova sa Albanijom:
| „ | Kosovo i Metohija je kraj koji je naseljen najvećim delom albanskim narodom, a koji kao i uvek, tako i danas - želi da se ujedini sa Albanijom. Prema tome osećamo za dužnost ukazati pravi put kojim treba da pođe albanski narod da bi ostvario svoje težnje. Jedini put da se Albanci Kosova i Metohije ujedine sa Albanijom jeste zajednička borba sa ostalim narodima Jugoslavije protiv okupatora i njegovih slugu. Jer je to jedini put da se izvojuje sloboda, kada će svi narodi pa i Albanci biti u mogućnosti da se izjasne o svojoj sudbini sa pravom na samoopredeljenje do otcepljenja. Garancija za ovo jeste NOVJ, kao i NOVA sa kojom je usko povezana. | ” |

Među potpisnicima ove rezolucije su Mehmed Hodža, kao predsednik NOO, Pavle Jovićević, kao prvi, i Rifat Beriša, kao drugi potpredsednik, zatim Dževdet Doda, Fadilj Hodža, Hajdar Duši, Zećirija Redža - članovi predsedništva, i niz ostalih članova (Imer Pulja, Džavid Š. Nimani itd.).

## Posledice
Sa konferencije 2. 1. 1944. je izdat proglas Oblasnog narodno-oslobodilačkog odbora koji pozdravlja odluke AVNOJ-a, da je "za uvek sahranjena Versajska Jugoslavija, zemlja nacionalnog, socijalnog i političkog ugnjetavanja". Albanci se pozivaju da stupe u zajedničku borbu sa Srbima i Crnogorcima protiv okupatora i njihovih pomagača, "jer samo zajednička oružana borba protivu okupatora i njegovih pomagača jeste put kojim ćete doći do slobode i prava na samoopredeljenje i otcepljenje".
Odgovor CK KPJ je upućen Oblasnom komitetu 28. 3. 1944 (potpisao Milovan Đilas). U njemu se kritikuje formiranje Pokrajinskog komiteta umesto Oblasnog NOO "zato što vaš kraj nije neka posebna kompaktna oblast" i dodaje se da nije trebalo menjati naziv Metohija u Dukađin, "iz prostog razloga što pod Dukađin spadaju i krajevi koji prelaze preko bivše jugoslovenske granice", no taj se naziv može zadržati "ako narod taj kraj zaista tako zove". CK upozorava kosovske drugove da ne treba stvarati Zemaljsko antifašističko veće narodnog oslobođenja, nego se treba zadržati na Oblasnom NOO. Zatim se opominje da ne sme doći do nesporazuma između Oblasnog komiteta i albanskih drugova "zbog raznih razgraničenja i sl.", jer "to danas nije važno"; glavno je borba protiv okupatora. Na kraju, CK KPJ kritikuje i samu rezoluciju, obrazlažući da odluke AVNOJ-a omogućuju pravo na samoopredeljenje, ali su uperene protiv svih hegemonista, pa i velikoalbanaca; pravo na samoopredeljenje može da se stekne samo borbom protiv nemačkog fašizma.
| „ | Danas se, drugovi, radi ne o tome da se razgraniči Albanija i Jugoslavija - obe okupirane od Nemaca - nego da se obe, oružanom borbom, oslobode od njih. Zato svako postavljanje pitanja razgraničenja, - u stvari pomaže Nemcima da potstiču jedan narod protiv drugog. | ” |

U kasnijim obraćanjima, Tito je podvukao da "velikošiptarska reakcija teži da Kosovo odvoji od Jugoslavije zbog plašnje za svoje sebične interese i da onaj ko ma čim odvraća Kosmet od današnje Jugoslavije navija vodu na mlin velikošiptarske reakcije". Zato bi danas bilo "iz osnova pogrešno postavljati ili rešavati ma kakva sporna pitanja". Kritika CK KPJ prihvaćena je doslovno od Oblasnog komiteta. Nakon rata, Kosovo je ostalo, kao autonomna oblast, u sastavu SFR Jugoslavije.
Enver Hodža je prilikom svoje posete Beogradu 1946. godine postavio Titu sledeće pitanje povodom Kosova: "Kosovo i druge oblasti albanskog stanovništva u Jugoslaviji su albanske teritorije koje su velike sile nepravedno otrgle. Sada, kada su naše dve zemlje socijalističke, stvoreni su uslovi da se ovaj problem pravedno reši". Na ovo je Tito odgovorio: "Slažem ce, to je i naša želja, ali u ovom trenutku mi ne možemo ništa da učinimo u tom smislu, jer to Srbi ne bi shvatili". Hodža je na to zaključio: "Ako to ne shvataju danas, shvatiće sutra".

## Literatura
- Petranović, Branko (1992). Srbija u Drugom svetskom ratu 1939—1945. Beograd: Vojnoizdavački i novinski centar.